# Филали, Тайеб
Тайеб Филали — алжирский бегун на длинные дистанции, который специализируется в марафоне. На олимпийских играх 2012 года не смог закончить дистанцию. Занял 35-е место на чемпионате мира по кроссу 1998 года в забеге юниоров. Занял 13-е место на Туринском марафоне 2011 года с личным рекордом 2:16.40.
Личный рекорд в полумарафоне — 1:04.30.